# Патрісіо Ернандес
Патрісіо Хосе Ернандес (ісп. Patricio José Hernández, нар. 16 серпня 1956, Сан-Ніколас-де-лос-Арройос, Аргентина) — аргентинський футболіст та тренер, виступав на позиції півзахисника, по завершенні кар'єри — коментатор на телебаченні.

## Клубна кар'єра
Вихованець «Естудьянтеса», у футболці якого 1973 року дебютував у дорослому футболі. У складі триразового (на той час) володаря Кубку Лібертадорес грав пліч-о-ліч з Рубеном Паньяніні, Хосе Луїсом Брауном та Мігелем Анхелем Руссо. Проте разом з клубом виграти національний чемпіонат Патрісіо так і не вдалося, але в 1982 році разом з командою виграв Метрополітано. У футболці «Естудьянтеса» зіграв 195 матчів у Прімері, в яких відзначився 56-а голами.
У 1982 році переїхав до Італії, де уклав договір з «Торіно». На момент переходу став найдорожчим футболістом «Естудьянтеса» та суттєво поповнив клубну скарбницю аргентинського клубу, на 750 000 доларів США. Завдяки цьому «Естудьянтес» отримав можливість підсилити склад й двічі поспіль виграв чемпіонат Аргентини (1982 та 1983 років). У новій команді дебютував 12 вересня того ж року в поєдинку проти «Авелліно» (4:1), в якому також відзначився голом. В італійській Серії A у футболці «Торіно» зіграв 57 матчів, в яких відзначився 15-а голами. У сезоні 1982/83 років допоміг туринцям фінішувати на 8-му місці в турнірній таблиці чемпіонату, а в сезоні 1983/84 років — на 5-му. У 1984 році перейшов до іншого представника Серії A, «Асколі», але за підсумками сезону команда понизилася в класі. Розлючені вболівальники команди навіть намагалися отруїти собаку аргентинця Патрісіо залишив «Асколі». Після цього повернувся до Аргентини, де підсилив «Інституто». У 1986 році приєднався до гранда аргентинського футболу, «Рівер Плейта» з Буенос-Айреса. У команді виступав протягом одного року. Допоміг «Рівер» завоювати Кубок Лібертадорес 1986. Проте у фінальному матчі проти колумбійського «Америка де Калі» на поле не виходив. Також допоміг команді виграти чемпіонат Аргентини 1986/87. У 1987 році приєднався до «Архентінос Хуніорс». У команді виступав протягом двох років, в аргентинській Прімері зіграв 75 матчів, протягом вище вказаного періоду часу його команда завершувала чемпіонат в середині турнірної таблиці. У 1989 році виступав за мексиканський клуб «Крус Асул», після чого повернувся до «Архентінос Хуніорс». У 1991 році перебрався в «Уракан» з Буенос-Айреса. Футбольну кар'єру завершив 1993 року в складі «Інституто» (Кордоба).

## Кар'єра в збірній
У 1982 року головний тренер національної збірної Аргентини Сесар Луїс Менотті викликав Патрісіо для участі в чемпіонату світу в Іспанії. На турнірі, де аргентинці намагалися захистити чемпіонство, не зіграв жодного матчу. Проте збірна Аргентини вийшла до другого групового етапу, поступившись Бельгії, але випередила Угорщину та Сальвадор. У другому груповому раунді аргентинці поступилися Італії та Бразилії. З 1979 по 1982 рік зіграв 10 матчів у складі національної команди.

## Кар'єра тренера
По завершенні кар'єри гравця розпочав тренерську діяльність. У 1994 році призначений головним тренером «Лануса», наступного року очолив мексиканський «Сантос Лагуна», в якому пропрацював до 1996 року.
У сезоні 1997/98 років тренував «Банфілд», який перед приходом Патрісіо вилетів до Прімери Б, перед новим тренером поставили завдання повернутися до еліти аргентинського футболу.
У січні 1998 року повернувся до свого колишнього клубу, «Естудьянтес», але вже на посаду головного тренера. Як у Клаусурі 1998, так і в Апертурі 1998 «Естудьянтес» фінішує на 12-у місці в турнірній таблиці. Під час Клаусури 1999 результати не покращуються, а навпаки, погіршуються, тому вболівальники починають обурюватися, а два дні по тому Ернандес оголошує про свій відхід з клубу.
Наступного року перейшов у мексиканський «Крус Асул», який тренував протягом одного сезону.
У січні 2001 року приймає запрошення від «Рівер Плейту», де стає помічником головного тренера Амеріко Гальєго. Напередодні останнього туру, у матчі проти «Лануса», очолює команду через відхід Гальєго після добровільного розірвання контракту (після поразки від Уракана), через яку «Рівер» втратив теоретичні шанси поборотися за чемпіонство.
У 2002 році очолював костариканську «Сапріссу».
У вересні 2003 року, після відставки по завершенні 5-о туру Альберто Масіко, очолив «Нуева Чикаго». Проте виправити становище Ернандесу не вдавалося, команда поступово опускалася все нижче в турнірній таблиці чемпіонату, тому по завершенні останнього туру Апертури 2004 року звільнений з займаної посади.
У січні 2007 року повернувся до «Банфілда», щоб тренувати команду в Клаусурі 2007 року, але вже 16 березня, після домашньої поразки від «Естудьянтес», звільнений з займаної посади.
У 1997 році заснував футбольну команду в рідному місті, «Сан-Ніколас», для підготовки юних футболістів. Команда виступає в регіональних змаганнях, й сам Ернандес зіграв за неї декілька матчів.

## Особисте життя
Перший представник спортивної династії, яка представляла Аргентину на міжнародному рівні: племінник Хуан Мартін Ернандес регбіст, а онука, Марія де-ла-Пас займається хокеєм на траві.

## Досягнення

### Клубні

#### Національні змагання
«Естудьянтес»
- Прімера Дивізіон Аргентини
  -  Чемпіон (1): 1982 (Метрополітано)

«Рівер Плейт»
- Прімера Дивізіон Аргентини
  -  Чемпіон (1): 1985/86

#### Міжнародні турніри
«Рівер Плейт»
- Кубок Лібертадорес
  -  Володар (1): 1986
- Міжконтинентальний кубок
  -  Володар (1): 1986